# 張承志
張 承志（ちょう しょうし、1948年9月10日 - ）は、中華人民共和国の作家、歴史学研究者、イスラーム研究者。中国国内の少数民族である回族の出身。

## 来歴

### 出生と出自
張承志は1948年、北平で回族の家庭に生まれた。彼の本籍は山東省済南市だが、彼の両親は共産党の革命活動に参加するため1940年代に北平に来ていた。彼の両親は北平でイスラーム系兵士の反戦組織を作っていた。
父親は彼が幼いころに死去し、母、母方の祖母と2人の姉という5人家族で育った。彼の母親は教育熱心で、事務員をする傍ら3人の子供を大学へ進学させることを目標としていた。

### 学生時代
張承志は1964年に清華大学附属中学に入学した。1966年5月、文化大革命の第一歩と考えられる政治運動が始まり、清華大学附属中学の共産党支部も教室に壁新聞を貼りだす形でこの政治運動に参加した。その運動に参加したグループのひとつが彼が名付けた「紅衛兵」だった。その後、学校に挑戦する全学組織として「清華附中紅衛兵」が組織され、各中学で同じく「紅衛兵」を名乗る組織が誕生した。
1968年、北京市が中高生に対して内モンゴルや中国東北部に赴くように呼び掛けたのに応じて張承志は内モンゴルへ向かった。内モンゴルの東ウジムチン旗に到着した彼は学校を作ったり井戸を掘り、医療活動を行った。その中でも張承志は教師の役を務め、モンゴル語を学び、モンゴル語を用いて授業を行った。
4年間を内モンゴルで過ごしたのち、張承志は推薦によって北京大学考古学系に進学した。大学卒業後、中国歴史博物館に配属され、14もの省での発掘調査に従事した。1978年には中国科学院の研究生院に入学し、モンゴル史の研究を始めた。このころ彼は作家としての活動も開始し、内モンゴルをテーマとした『騎手はなぜ母を歌うのか』や『黒駿馬』を発表し、前者は全国優秀短編小説賞を、後者は第2回全国優秀中編小説賞を受賞した。1981年には研究生院を卒業し、歴史学修士を取得した。その後、1983年と1991年に日本を訪れ、東洋文庫の研究員や客員教授として活動した。
彼はおよそ10年間、新疆地区においてモンゴル人の研究を進めていたが、伝統的な研究方法では遊牧民の信条は表現できないと考え、学問を捨てて専業作家となった。

### ジャフリーヤとの出会い
張承志は1984年に寧夏回族自治区の西海固でイスラームの神秘主義教団のジャフリーヤと出会った。彼は6年間ジャフリーヤ地区に通い、ジャフリーヤからの信頼を得た。ジャフリーヤ側は彼にジャフリーヤの歴史を1冊の本にまとめるよう依頼し、彼は新疆や雲南、黒竜江省などで調査活動を行った。その際にはどこでも案内人が付き、宿や食事が用意されていた。そのような調査の末、1990年に『心霊史』を完成させた。『心霊史』の出版後、彼は一部の知識人からの批判にあい、日本で起こったオウム真理教による地下鉄サリン事件に当てはめて「宗教狂」と批判するものもいたという。
1980年代半ばからはイスラームを題材にした作品を多く発表した。1985年にはイスラームを侮辱され罪を負った5人のムスリムの物語である『黄土の泥小屋』を、1989年には4人のジャフリーヤの信徒が教主の復讐を謀る物語である『西省暗殺考』を発表した。
1993年には文学的表現や主観的な表現を排除した『心霊史』の日本語訳である『殉教の中国イスラム－神秘主義教団ジャフリーヤの歴史』を出版した。

## 人物
野尻湖クリルタイと名付けられたアルタイ学中央アジア研究社集会で張承志と会った武永尚子によると、張承志は大柄で無骨な人物で、勉強会の依頼をしたところ、彼は人前で話すのは好きではないという理由で断ったという。

## 著書
- 『黒駿馬』、1981年
  - 岸陽子訳『黒駿馬』（新しい中国文学）早稲田大学出版部、1994年
- 『北方的河』、1985年
  - 磯部祐子訳『北方の河』露満堂、1997年
- 『黄泥小屋』、1985年
- 梅村坦編訳『モンゴル大草原遊牧誌－内蒙古自治区で暮らした四年』朝日選書、1986年
- 小島晋治・田所竹彦訳『紅衛兵の時代』岩波新書、1992年
- 『回教から見た中国－民族・宗教・国家』中公新書、1993年
- 『心霊史』、1991年
  - 梅村坦編訳『殉教の中国イスラム－神秘主義教団ジャフリーヤの歴史』亜紀書房、1993年
- 『鞍と筆－中国知識人の道とは何か』太田出版、1995年